# No Habla
| Recensione | Giudizio |
| ---------- | -------- |
| AllMusic   | [ 1 ]    |

No Habla è un album discografico di Robby Krieger, pubblicato dall'etichetta discografica I.R.S. Records nel 1989.

## Tracce
Lato A
1. Wild Child – 4:43 (The Doors)
2. Eagles Song – 2:33 (Robby Krieger)
3. It's Gonna Work Out Fine – 4:01 (Ike Turner)
4. Lonely Teardrops – 2:46 (Barry Gordy, Tyran Carlo)
5. Love It or Leave It – 4:58 (Robby Krieger)

Lato B
1. The Big Hurt (Dolores) – 5:06 (Wayne Shanklin)
2. Piggy's Song – 3:33 (Robby Krieger)
3. I Want You, I Need You, I Love You – 3:32 (George Mysels, Ira Kosloff)
4. You're Lost Little Girl – 3:42 (The Doors)

## Musicisti
- Robby Krieger - chitarra
- Robby Krieger - basso (brano: Eagles Song)
- Robby Krieger - sequencing (brano: Love It or Leave It)
- Brian Auger - organo
- Brian Auger - basso (brano: The Big Hurt (Dolores))
- John Avila - basso
- John Hernandez - batteria

Musicisti aggiunti
- Scott Gordon - batteria (brani: Eagles Song e Love It or Leave It)
- Scott Gordon - armonica (harp) (brano: It's Gonna Work Out Fine)
- Skip Vanwinkle - tastiere (brano: It's Gonna Work Out Fine)
- Arthur Barrow - sintetizzatore programmato (brano: Love It or Leave It)
- Arthur Barrow - basso, tastiere (brano: You're Lost Little Girl)
- Bruce Gary - batteria (brani: Love It or Leave It e You're Lost Little Girl)
- Bruce Botnick - basic track prod. (brano: Piggy's Song)
- Gary Malabar - batteria (brano: Piggy's Song)
- Jack Conrad - basso (brano: Piggy's Song)
- David Woodford - tastiere (brano: I Want You, I Need You, I Love You)

Note aggiuntive
- Robby Krieger - produttore
- Scott Gordon - co-produttore
- Registrazioni effettuate al Cherokee Studios di Los Angeles, California
- Scott Gordon - ingegnere delle registrazioni e del mixaggio
- Danny St. Pierre - secondo ingegnere delle registrazioni
- Mixato al Cherokee Studios ed al Devonshire Studios di Los Angeles, California
- Masterizzato al Precision Lacquer di Los Angeles da Stephen Marcussen
- Scott Sanders - guitar technician
- Rocky Schenck - fotografie
- Donald Krieger - art direction e design album
- Jac Holzman - note di retrocopertina[2]